# サムライスピリッツ
『サムライスピリッツ』（SAMURAI SPIRITS、侍魂）は、1993年にエス・エヌ・ケイ（旧社）が制作した江戸時代の天明〜寛政期（『剣客異聞録 甦りし蒼紅の刃 サムライスピリッツ新章』のみ文化期）を舞台とした対戦型格闘ゲーム、およびそのシリーズの総称である。『サムスピ』とも略されることもある。日本国外では『SAMURAI SHODOWN』（サムライショーダウン）というタイトルになっており、シリーズのほとんどはナンバリングタイトルに変更されている。

## 概要
素手を中心とした従来の格闘ゲームと異なり、武器を用いて戦う。
強攻撃の斬りである通称「大斬り」は、隙は大きいものの通常時でも一撃で3割ほどの体力を奪っていくほど攻撃力が高い。さらにダメージを蓄積されると「怒り状態」となり、攻撃力はさらに上昇する。ただし一気に体力ゲージの半分以上を奪うような連続技はほとんどない。よってこのゲームでは大斬りを受けずにいかにこちらの攻撃を当てていくかという駆け引きが要求される、まさに一撃がとても重いゲーム性になっている。また、真剣勝負による「負け＝死」という演出でのシビアさが緊張感を作り出している。『天下一剣客伝』などでは必ずしも「負け＝死」ではなく、勝負後に会話のやり取りがあるなどマイルドな表現になっていることもある。
ストーリーや一部キャラクターの設定に山田風太郎の伝奇小説『魔界転生（の主に映像化作品）』のパロディ、オマージュ要素が多々含まれており、『魔界武芸帖 サムライスピリッツ』原作者の七月鏡一は、『魔界武芸帳』を『新幻魔大戦』と『魔界転生』のオマージュ作品と語っている。
1994年9月には、『サムライスピリッツ 〜破天降魔の章〜』というタイトルでフジテレビ系によりテレビスペシャルアニメとして放送された。
本シリーズでは登場人物のナコルルが人気を博し、他のエス・エヌ・ケイ作品にもゲスト出演することが多い。シリーズ関連としては1999年にはナコルルを主人公として、ゲーム版『SAMURAI SPIRITS 2 アスラ斬魔伝』の世界観をベースに製作された、OVA版『SAMURAI SPIRITS 2 アスラ斬魔伝』（全2巻）が発売された。
また、派生作品として、ナコルルがヒロインのアドベンチャーゲーム『ナコルル 〜あのひとからのおくりもの〜』とそれをOVA化した『ナコルル 〜あのひとからのおくりもの〜 郷里之畏友編』（OVAは前後編予定であったが、発売元の倒産の影響で前編のみしか出ていない）がある。

## 業務用作品
| 1993 | SAMURAI SPIRITS                    |
| 1994 | 真SAMURAI SPIRITS 覇王丸地獄変     |
| 1995 | サムライスピリッツ 斬紅郎無双剣    |
| 1996 | サムライスピリッツ 天草降臨        |
| 1997 | SAMURAI SPIRITS 〜侍魂〜           |
| 1998 | SAMURAI SPIRITS 2 〜アスラ斬魔伝〜 |
| 1999 |                                    |
| 2000 |                                    |
| 2001 |                                    |
| 2002 |                                    |
| 2003 | サムライスピリッツ零               |
| 2004 | サムライスピリッツ零SPECIAL        |
| 2005 | サムライスピリッツ 天下一剣客伝    |
| 2006 |                                    |
| 2007 |                                    |
| 2008 | サムライスピリッツ閃               |
| 2009 |                                    |
| 2010 |                                    |
| 2011 |                                    |
| 2012 |                                    |
| 2013 |                                    |
| 2014 |                                    |
| 2015 |                                    |
| 2016 |                                    |
| 2017 |                                    |
| 2018 |                                    |
| 2019 | SAMURAI SPIRITS (2019年版)         |
| 2020 |                                    |
| 2021 |                                    |
| 2022 | サムライスピリッツ零SPECIAL完全版  |

### SAMURAI SPIRITS
1993年7月7日稼働。シリーズ1作目。英語版タイトルは『SAMURAI SHODOWN』。

### 真SAMURAI SPIRITS 覇王丸地獄変
1994年10月28日稼働。シリーズ2作目。英語版タイトルは『SAMURAI SHODOWN II』。

### サムライスピリッツ 斬紅郎無双剣
1995年11月27日稼働。シリーズ3作目。英語版タイトルは『SAMURAI SHODOWN III』。前2作とシステムが大幅に変更された。

### サムライスピリッツ 天草降臨
1996年10月25日稼働。シリーズ4作目。英語版タイトルは『SAMURAI SHODOWN IV AMAKUSA'S REVENGE』。前作のシステムと世界観を受け継いでいる。

### SAMURAI SPIRITS 〜侍魂〜
1997年12月19日稼働。シリーズ5作目。1997年にエス・エヌ・ケイ自社開発の新筐体ハイパーネオジオ64向けに製作された。英語版タイトルは『SAMURAI SHODOWN 64』。時系列は『真』からの一年後となる。
この作品および、これを筆頭とした3Dシリーズは「3Dポリゴンのサムライスピリッツ」を略してしばしば「ポリサム」と通称される。
「修羅」・「羅刹」でナコルルのキャラクターグラフィックがさらに変化し、「修羅」はこれまで通りロングヘアにリボン、「羅刹」はボブヘアにヘアバンドになった。キャラクターの表情の違いに伴い、より別人格のナコルルというキャラクター付けがされるようになった。羅刹ナコルルの髪型が変化した理由は、羅刹ナコルルがシクルゥと共に戦うため、『侍魂』制作時の当時の3Dでは大きな狼であるシクルゥに取られ容量がオーバーになってしまったため、やむを得なくナコルルのロングヘアが削られ、ボブヘアになったという逸話がある。
システムは『天草降臨』のものを継承した形になっている。また、3Dゲームらしくステージ間移動などのフィーチャーも盛り込まれた。
勝利時や一閃時などに墨絵のキャラクターイラストが挿入される。
従来のシリーズからは10名の既存キャラクターが参戦。今作からの新キャラクターとして「色」「柳生磐馬」、その他CPU専用中ボスの「巖陀羅」「木偶♂」「木偶♀」が追加。ボスキャラクターは「壊帝ユガ」。
キャラクターイラストは北千里が担当（続編の『アスラ斬魔伝』も同様）。

### SAMURAI SPIRITS 2 〜アスラ斬魔伝〜
1998年10月16日稼働。シリーズ6作目。1998年にハイパーネオジオ64向けに制作された。英語版タイトルは『SAMURAI SHODOWN 64 WARRIORS RAGE』。前作と同様に3D格闘ゲーム。時系列は前作『侍魂』の続編で『侍魂』第二部にあたる。前作までは、怒りゲージがMAXの状態でないと「怒り爆発」を発動できなかったが、本作の発動条件はキャラクターが着地しており、操作可能な状態のみとなった。また相手の攻撃を弾いて隙を作る「弾き返し」などのシステムが追加された。
前作とは異なり、システムのみ2D作品のようなシステムに戻っている。
今作からの新キャラクターは「アスラ」と「八角泰山」の2名が追加。ボスキャラクターは前作に引き続き「壊帝ユガ」。前作に登場したキャラクターは「黒子」「木偶♂」「木偶♀」を除き全て続投され、「巖陀羅」と「壊帝ユガ」は前作同様にCPU専用のまま。
これまで「修羅」と「羅刹」ではキャラクターグラフィックの細分化が「ナコルル」のみであったが、今作では全キャラクターが修羅・羅刹で設定が区別された。修羅と羅刹で名前まで大きく異なるキャラクターは「アスラ」の羅刹は「反面のアスラ」、「色」の羅刹は「半陰となりし色」、「柳生磐馬」の羅刹は「柳生カラクリ磐馬」、「風間火月」の羅刹は「炎邪火月」、「風間蒼月」の羅刹は「水邪蒼月」などがいる。他に今作で明確にデザインの描き分けのあるキャラクターは「覇王丸」、「ナコルル」、「リムルル」、「服部半蔵」、「ガルフォード」がいる。

### サムライスピリッツ零
2003年10月10日稼働。シリーズ7作目。英語版タイトルは『SAMURAI SHODOWN V』。再び2Dで制作されている。
今作から株式会社SNKプレイモア（旧エス・エヌ・ケイの後継会社、のち旧社と同じSNKに社名変更）がリリースしている。

### サムライスピリッツ零SPECIAL
2004年4月22日稼働。シリーズ8作目。英語版タイトルは『SAMURAI SHODOWN V SPECIAL』。『サムライスピリッツ零』の対戦バランスを調整したバージョンアップ版であるが、オープニングやキャラクターセレクト画面の変更、演出の新規追加、2Dシリーズ歴代のボスがプレイアブルキャラクターに追加されている。また、イラストレーターを変更し、全キャラクターイラストは新規に描き下ろされている。
家庭用ネオジオで発売された最後の作品となった。

### サムライスピリッツ 天下一剣客伝
2005年9月14日稼働。シリーズ9作目。英語版タイトルは『SAMURAI SHODOWN VI』。現時点では2Dシリーズ最終作と言われている。過去の2D作品に登場したキャラクターほぼ全てが出演。『零SPECIAL完全版』の全キャラクターのエンディングが本作の伏線になっていた事から本作は『零SPECIAL完全版』の正当な続編作品になっている。但し『零SPECIAL』『零SPECIAL完全版』同様物語はパラレルワールドで本作独自の物語を持ち、一連の作品との直接の繋がりは無い。

### サムライスピリッツ閃
2008年4月18日稼働。シリーズ10作目。英語版タイトルは『SAMURAI SHODOWN EDGE OF DESTINY』もしくは『SAMURAI SHODOWN SEN』。タイトーの新基板TAITO Type X2でリリースされた、PS作品『蒼紅の刃』以来の3D作品。製作動機は細谷壮一郎（SNKプレイモアのコンテンツ事業本部の本部長）によると「『SAMURAI SPIRITS 〜侍魂〜』で散ったリベンジ」とのこと。
時系列は『アスラ斬魔伝』の1年後だが、ポリサム関連の設定と一部矛盾が見られる。
既存キャラクターの声の出演は『零SPECIAL』より以前のキャスティングに戻っている。日本版では残虐描写は一切ないが、日本国外版では胴体切断や出血描写などがある。
2009年12月10日にはXbox 360版が発売された。
2011年10月5日からはネットワーク型業務用ビデオゲーム筐体NESiCAxLiveにてダウンロード配信されている。

### SAMURAI SPIRITS（2019）
2019年10月24日にNESiCAxLive2で配信。シリーズ11作目。サブタイトルは無く『SAMURAI SPIRITS』が正式タイトルとなっている。英語版タイトルは『SAMURAI SHODOWN』。以下、シリーズ第1作目と区別するために本稿では便宜上『SAMURAI SPIRITS（2019）』と年号を明記する。
ゲームエンジンはアンリアルエンジン4を採用。グラフィックは『閃』と同じく3DCGで描かれた3D対戦型格闘ゲームであるが、システムは『ザ・キング・オブ・ファイターズXIV』などと同様に従来の2D対戦型格闘ゲームに準拠した内容になっている。
家庭用版はアーケードでの稼働に先駆けて、PlayStation 4、Xbox One版が2019年6月27日発売。その後、PC（Google Stadia）版が2019年11月19日発売。Nintendo Switch版が2019年12月12日発売。

### サムライスピリッツ零SPECIAL完全版
2022年9月29日にexA-Arcadiaで配信予定。2004年10月にあるゲームセンターでロケテストが短期間行われたのが目撃されたものの、SNKプレイモア公式サイトで「同人ソフト」と存在を否定され幻となっていた作品。2020年発売の家庭用オムニパスソフト『サムライスピリッツ ネオジオコレクション』に収録され、公認ソフトに加えられることになった。さらに2022年にアーケード版が稼働した。

## 家庭用オリジナル作品

### 真説サムライスピリッツ 武士道烈伝
1997年6月27日に家庭用ゲーム機ソフトとして開発され、ネオジオCD、セガサターン（SS）、PlayStation（PS）で発売されたRPG。いずれも日本国内のみ発売。

#### シナリオ
壱 ： 邪天降臨之章
日本を舞台としており、最終ボスは蘇った魔人「天草四郎時貞」（『サムライスピリッツ』を題材としている）
弐 ： 妖花慟哭之章
全世界を舞台としており、最終ボスは魔界の巫女「羅将神ミヅキ」（『真サムライスピリッツ 覇王丸地獄変』を題材としている）本作が初登場のキャラクターで「疾風の鈴音」が仲間に加わる。主人公にすることはできない。
当初はこの2つのシナリオと江戸を舞台にした「魔都封滅之章」の計3つのシナリオの中からハード別に2つの組み合わせとする予定であったが、最終的にどのハードも前述の2つの収録となっている。
本作はアーケード版の各キャラクターの声優陣が声を吹き込んでいる。戦闘時とイベント時の会話、特殊会話などは声優による音声出力。

#### 登場キャラクター
- 主人公

最初のキャラクターセレクトで、主人公を覇王丸、牙神幻十郎、ナコルル、ガルフォード、橘右京、チャムチャムの6人の中から1人を選択する。主人公にしたキャラクターを主軸としたストーリーを進めながら、最大の敵の討伐を目指す。
- パーティに選べる仲間キャラクター

各キャラクターのプロローグの後に話を進めると、一緒に旅をするキャラクターを選ぶポイントに到着する。仲間となるキャラクター（幻十郎以外で主人公に選択したキャラクターを除いた主人公で選択出来た4人と、仲間キャラクターとして追加されているリムルル、千両狂死郎、シャルロット）の内から邪天降臨之章では仲間を「2人」、妖花慟哭之章では強制的にパーティに参加してくる鈴音以外に仲間を「1人」を選び、主人公と合わせて3人でパーティを組んで旅をすることになる。なお、幻十郎のみ「邪天降臨之章」ではパーティを組めず１人旅（「妖花慟哭之章」では「疾風の鈴音」との2人パーティ）になる。
- サブキャラクター

パーティで仲間になることはないが、ストーリーで重要なキャラクターとして柳生十兵衛、服部半蔵、花諷院和狆が登場する。
その他イベントで登場する人物としてアースクエイク、ナインハルト・ズィーガー、王虎、不知火幻庵、首斬り破沙羅、花諷院骸羅などがいる。

#### システム
- 斬攻撃

格闘ゲームにおける通常の武器の斬攻撃のこと。プレイステーション版とセガ・サターン版は「弱斬り」「中斬り」「強斬り」の三段階攻撃があり、それぞれの攻撃の強さでメリットとデメリットがある。
- 奥義・超奥義攻撃

格闘ゲームにおける必殺技攻撃、超必殺技攻撃のこと。奥義と超奥義は「気力」ステータスを消費することで使うことが出来、奥義が強力なほど気力の消費量も大きくなる。通常の奥義はレベルを上げると奥義覚える。奥義はキャラクターによって覚える数が違い、約13個～19個程度の固有奥義を覚える。奥義は攻撃奥義のみ覚えるキャラクターもいれば、回復等の味方をサポートする奥義を覚えるキャラクターもいる。超奥義(超必殺技)は修行場で修得していれば使用が可能になる。本作の特徴でもある、デュアルコマンドシステムを採用しており、プレーヤーは奥義の出し方を、技名を選択する方法と、コマンド入力リストが表示されている状態で格闘ゲームと同じくダイレクトにコマンド入力を行う二種類から選ぶことが可能。
- 怒りモード

格闘ゲーム版と同じく、敵の攻撃によって怒りゲージが徐々に貯まることで、怒りゲージが満タンになると、斬攻撃や奥義の攻撃力がアップし、超奥義を使用することが出来る。
- キャラクター能力、ステータス

キャラクターはそれぞれ、攻撃力、防御力、体力、気力、力、早さなどのステータスが設定されており、レベルが上がることでステータス上昇する。キャラクターによって伸びやすいステータスも違う。例えば早さの高いキャラクターは、戦闘で敵や味方より先に動けたり回避率が高く、1ターンで攻撃回数が複数回回ってくることが多いという特徴がある。
- 状態異常

5種類の状態異常があり、ふらふら(相手の強烈な一撃を受け、1ターン反撃や攻撃が出来ない状態)、混乱(1～3ターンの間、敵味方構わず攻撃する)、麻痺(1～3ターン全く動けない)、毒(自分のターンが回ってくる度10～40%のダメージを受る。)、呪い(奥義を使用出来なくなる)がある。
ふらふらや混乱は戦闘で自然回復もするが、戦闘のターンで自然回復しない状態異常は適薬を使うことで異常を治すことができる。
- 武器、防具、アイテム

武器は鍛冶屋で鍛えてもらう、防具は店で購入することで攻撃力と防御力を上げることが出来る。アイテムは回復やステータスを上げる物などさまざまなアイテムがある。
- 属性

本作に登場するキャラクターは『風、炎、冷、雷、聖、魔、無』の7種類の属性があり、必ずキャラクターはどれかの属性を持っている。主人公の6人は、覇王丸→『風』、牙神→『魔』、ナコルル→『聖』、ガルフォード→『雷』、橘右京→『炎』、チャムチャム→『無』というように格闘ゲームでの必殺技の属性に準じた固有属性を最初から持っている。ただし、属性は鍛冶屋で武器を鍛える、防具に元々付属している、アイテムの属性粉を使うなどで属性を変更することは可能である。
各属性には、他の属性との相性があり、「プレイステーション版、セガ・サターン版」と「ネオジオCD版」では属性の相性の設定が違っている。

#### ハードによるシステムの違い
大きく分けると『ネオジオCD版』と、『プレイステーション版、セガ・サターン版』ではシステムにいくつかの違いがある。特に大きく違う特徴は以下。
プレステーション版、セガ・サターン版
- 『属性』

「風、炎、冷、雷」は三すくみの関係を持っている。風→炎→冷→雷→風というように、矢印が向いてる属性に攻撃、守備面で強く、矢印が向かれてる属性は攻撃、守備面でその属性に弱い。属性の相性は攻撃力などに影響しており、相性が有利な時は、与えるダメージが最大で通常の1.5倍になる。
「聖、魔」は聖⇔魔という対極の関係を持っている。攻撃面ではお互いの属性に強く、守備面ではではお互いの属性攻撃に弱い。「無」属性はどの属性にも相性は無く、攻撃でも守備でも影響は受けない。
- 『戦闘フォーメーション』

戦闘時、『前衛』と『攻撃』の並びで攻撃力と守備力に以下の特徴がある。「前衛」の利点は、本来の攻撃力が100%でダメージを与えることが出来る。欠点は、敵に狙われやすく、受けるダメージが多くなる。「後衛」のメリットは敵に狙われにくく、受けるダメージが小さくなる。欠点は本来の攻撃力の80%のダメージ量になる。
この特性を生かしたキャラクターフォーメーションを組む方が有利に働くようになっている。素早く動ける回避力の高いキャラクターや、攻撃力や体力の高いキャラクターは本来の力を発揮出来る前衛向きとなり、体力や防御力や攻撃力の低いキャラクターは後衛向きとなる。
- 『斬攻撃』

弱・中・小の3パターンの斬攻撃がある。「弱斬り」では必ず相手に攻撃が命中し、敵から反撃されることもないが、攻撃力は本来の75%にダウンする。渾身の一撃は絶対に出ない。「中斬り」は攻撃の命中率は高いが敵から直後に反撃されることがある。攻撃力は100%のダメージ量で、渾身の一撃が出やすい。斬攻撃では一撃スタンダードな攻撃となる。「強斬り」では攻撃の命中率が低く、敵から直後に反撃を受けやすい。攻撃力は125%のダメージを与えられる。渾身の一撃が中斬り攻撃の3倍出やすくなる。
ネオジオCD版
- 『属性』

他のハードとは属性の相性の設定が変わっており、やや相性が複雑化している。「聖⇔魔」の関係性のみプレイステーション版、セガ・サターン版と同じ。三すくみになっているのは「炎」のみで、風→炎⇔冷。「炎、冷」は対極の相性でお互いへの攻撃は強く守備は弱い。「雷」は雷→無にのみに強く、他の属性には攻撃も守備も影響は受けない。「無」は、風・炎・冷・雷・聖・魔→無 というように全ての属性に弱く、無が強い属性無いため、非常に不利な属性となっている。
- 『戦闘フォーメーション』

ネオジオCD版では前衛・後衛の並びによる戦闘の影響は無い。
- 『斬攻撃』

斬り攻撃の種類はないので、他ハードのような影響もない。

#### おまけモード
各機種ごとに決定的な違いがあり、それぞれの中には、別々の隠し要素が搭載されている。
ネオジオCD版
「邪天降臨之章」「妖花慟哭之章」のいずれかをクリアすることが条件となる。京都を舞台としているマルチストーリーのRPG。『サムライスピリッツ 斬紅郎無双剣』で登場した「緋雨閑丸」を主人公にしたおまけ短編シナリオ。歴代SNKキャラクターたちによく似た登場人物が多数登場し、分岐シナリオの展開によっては一部の人物が深く物語に絡んでいる。
プレイステーション版
服部半蔵や柳生十兵衛など、主人公以外のキャラクターたち12人のサイドストーリーを鑑賞することができる。特定の主人公で特定のシナリオをクリアする度に鑑賞できるストーリーが増えていく。
セガサターン版
黒子(司会)と和狆(ゲスト)によるバラエティーショー。「邪天降臨之章」「妖花慟哭之章」の両方をクリアすることが条件となる。『武士道烈伝』のキャラクター設定や裏話についてのトークショー形式になった質問コーナーがある。
キャラクターイラストは漫画家のしろー大野が担当。
エンディングテーマ「天空（そら）へ」の歌をKEN（錦織健）が担当。

### サムライスピリッツ!
1998年12月25日にネオジオポケットで発売。英語版タイトルは『SAMURAI SHODOWN!』。
『天草降臨』をベースとしたアレンジ作品で、デフォルメキャラクターが画面狭しと剣を交える。ネオジオポケットカラー発売前の作品であるため、カラー本体で遊んだ場合でも画像は白黒表示である。
『天草降臨』と異なりタイムアタック要素はなく、登場キャラクターは「シャルロット」、「千両狂死郎」、「タムタム」、「首斬り破沙羅」、「花諷院骸羅」が削除されているが、独自の隠しキャラクターとして「色」が2D作品では初めて登場する。

### サムライスピリッツ!2
1999年6月10日にネオジオポケットで発売。英語版タイトルは『SAMURAI SHODOWN! 2』。2019年12月19日発売のNintendo Switch版『SAMURAI SPIRITS』（2019年版）の早期購入特典として初移植版となるNintendo Switch版が配信された。その後、2020年8月6日に一般配信された。
レイティングはCERO：A（全年齢対象）。
『アスラ斬魔伝』をベースとしたアレンジ作品だが、前作の続編という位置づけでもあるため、引き続き2Dのデフォルメキャラクターとなっている。モノクロ本体でも遊べるが、今作ではカラー表示にも対応している。
『アスラ斬魔伝』と異なり、修羅と羅刹でのグラフィック変化が無い他、「柳生磐馬」が削除され、使用キャラクターに「シャルロット」と「柳生十兵衛」、ランダムセレクトキャラクターとして「黒子」が追加されている。また、最終ボスである「壊帝ユガ」を隠しコマンドで使用できる唯一の作品。
各種条件で入手できるアイテムによりキャラクターの強化が可能。壊帝ユガはこれを使用しないと秘奥義が使用できない。

### 剣客異聞録 甦りし蒼紅の刃 サムライスピリッツ新章
1999年12月22日にPlayStationで発売された家庭用完全オリジナルの3D格闘ゲーム。英語版タイトルは『SAMURAI SHODOWN WARRIORS RAGE』。本作は『サムライスピリッツ新章』の部分が従来と逆順でサブタイトル扱いとなっており、公式サイトでは単に『剣客異聞録 甦りし蒼紅の刃』とも表記される。
ストーリーは『アスラ斬魔伝』から約20年後の設定で、主人公は新キャラクターの「九葵蒼志狼」。ボスキャラクターは使用キャラクターによって異なる。次世代を描いた作品であるため、登場キャラクターがこれまでのシリーズから一新されており、過去作から続けてプレイヤーキャラクターとして登場するのは、年を経た覇王丸、服部半蔵（実際には半蔵の名を受け継いだ息子・真蔵であるため別人）、「幽堕」（正体は記憶を失ったアスラで、性能は全く異なる）のみ。ナコルルとリムルルはプレイヤーキャラクターではなく、ストーリー上の重要サブキャラクターおよびミニゲームの主役となっている。
現時点での「時系列順」によるストーリーはこの作品が一番後年となっている。
登場キャラクターは23人で、初期ではプレイできるキャラクターが少人数に限られているが、ストーリーモードで対応キャラクターでクリアすると、プレイできるキャラクターが増えてゆく。これまでのような「修羅・羅刹」設定は廃止されているが、使用技のモーションや性能を一部共有する別キャラクターが複数存在する。また、追加キャラクターの「ゴロツキ」と「朧衆」と「伊賀忍軍」と「お侍」は必殺技などを持たず特殊技しか使用できない。
ストーリーモードを進めるとギャラリーモードにイラストやムービー（歴代シリーズの多数のキャラクターイラスト、本作に挿入されたムービーが場面別に見られる）が追加されていく。
PocketStationの連動で、ナコルルと遊べるミニゲーム「ナコPG」、「サムライウォッチ」が存在する。
キャラクターイラストは『アスラ斬魔伝』から引き続き、北千里が担当。
ポリゴン化された3Dキャラクターの作り込みが甘い、武器が相手にヒットする過程の表現が2D的であり、3D作品であるはずが視覚的に違和感を抱いてしまう、などのような点からゲームとしての完成度はあまり高くないという評価が下されている。
2007年4月26日にはゲームアーカイブスでも配信開始されている。レイティングはCERO：C（15才以上対象）。
株式会社エス・エヌ・ケイが2001年10月30日に倒産したため、旧エス・エヌ・ケイが手がけた『サムライスピリッツ』シリーズ最後の作品となった。その後発売されたサムライスピリッツシリーズのソフトは、後継会社のSNKプレイモア（現SNK）からリリースされることになる。

## カップリング作品
サムライスピリッツ 剣客指南パック
PlayStationにて1998年3月26日に発売されたソフト。初代と『真』のシリーズ初期2作品が一枚のCDに収録されている。追加要素として、VSモードでボスキャラクターが使える。PS版オリジナルの「トレーニングモード」と体力が続く限り、コンピュータ戦の勝ち抜きを展開できる「クラスマッチモード」が追加されている。
2007年5月31日にはゲームアーカイブスで配信。レイティングはCERO：B（12才以上対象）。
サムライスピリッツ 六番勝負
PlayStation 2（PS2）、Wiiにて2008年7月24日に発売されたソフト。レイティングはCERO：B（12才以上対象）。PS2版は『NEOGEO オンラインコレクション』シリーズの1本である。PS2版は2009年6月18日にベスト版が発売されている。PlayStation Portable（PSP）版も発売予定であったが、日本では発売中止された（日本国外では発売されている）。
PS2版、Wii版ともに初代と『真』に加えて、『斬紅郎無双剣』、『天草降臨』、『零』（以上5作品はネオジオ版準拠）、『天下一剣客伝』（本作のみPS2版の改良版）の6作品が収録されている。
アーケードおよび単体ソフトの『天下一剣客伝』では声優が一新されていたが、このソフトに入っている『天下一剣客伝』では『零』まで務めていた声優の声が新たに収録されており、「オプション」設定でゲーム内のキャラクターの声をどちらかに設定することができる。
サムライスピリッツ ネオジオコレクション
2020年にEpic Games Store及びSteamでPC版が、PS4、Switchで家庭用番が発売。NEOGEOで出た初代から『零SPECIAL』の6本に加え、ロケテストのみで未発売だった『サムライスピリッツ零SPECIAL完全版』を収録。
上記のほか、セガサターン版『斬紅郎無双剣』と『天草降臨』を2枚組でカップリング収録した『サムライスピリッツ ベストコレクション』もあるが、そちらは各単体版と同内容となっている。

## 家庭用移植版
家庭用のみで発売されたものも含む。括弧内は発売元。
SAMURAI SPIRITS
- ネオジオ（エス・エヌ・ケイ）：1993年8月11日
- ネオジオCD（エス・エヌ・ケイ）：1994年9月9日
- ゲームボーイ『熱闘サムライスピリッツ』（タカラ）：1994年6月30日
- スーパーファミコン（タカラ）：1994年9月22日
- メガドライブ（セガ）：1994年11月18日
  - 覇王丸が牽制に用いる遠距離中切りや、カウンターで威力を発揮した大斬り、ジャンプ大斬りが削除され、別の技に入れ替えられている。静と動のメリハリあるテンポなど原作再現を試みた痕跡はあるが、ROM容量の問題が如何ともしがたくゲームの根幹部を削るほどの妥協を行ったなりの移植度となっている。巨漢のアースクエイクは存在そのものを完全にカットされている。

- ゲームギア（タカラ）：1994年12月16日
- メガCD（ビクターエンタテインメント）：日本では発売中止（欧米版『SAMURAI SHODOWN』のみ1995年発売）
- 3DO『サムライショーダウン』（BMGビクター）：1995年2月10日
- FM TOWNS（ジャパンホームビデオ）：1995年4月28日
- Wii（バーチャルコンソール）：2007年10月16日配信
- PSP『SNK ARCADE CLASSICS Vol.1』（SNKプレイモア）：2009年5月21日
- PlayStation 3/PSP（NEO GEO Station）：2010年12月22日配信

真SAMURAI SPIRITS 覇王丸地獄変
- ネオジオ（エス・エヌ・ケイ）：1994年12月2日
- ネオジオCD（エス・エヌ・ケイ）：1994年12月15日
- Microsoft Windows 95（ゲームバンク）：1996年11月14日（XP対応版〈メディアカイト〉：2004年2月19日）
- PlayStation　(エス・エヌ・ケイ)；1998年3月26日　　　サムライスピリッツ剣客指南パック　　　　　　　(サムライスピリッツと真サムライスピリッツのセット版)
- Wii（バーチャルコンソール）：2008年7月23日配信
- Xbox 360（Xbox Live Arcade）：2008年9月10日配信
- iOS/Android（SNKプレイモア）：2013年6月27日配信

サムライスピリッツ 斬紅郎無双剣
- ネオジオ（エス・エヌ・ケイ）：1995年12月1日
- ネオジオCD（エス・エヌ・ケイ）：1995年12月29日
- ゲームボーイ『熱闘サムライスピリッツ斬紅郎無双剣』（タカラ）：1996年8月23日
- PlayStation（エス・エヌ・ケイ）：1996年8月30日（ベスト版〈SNKプレイモア〉：2003年4月24日）
- セガサターン（エス・エヌ・ケイ）：1996年11月8日、（拡張RAMカートリッジ同梱版あり）
- セガサターン『サムライスピリッツ ベストコレクション』（セガサターン版『天草降臨』とのカップリング）（エス・エヌ・ケイ）：1998年8月6日
- ゲームアーカイブス（SNKプレイモア）2007年6月28日

サムライスピリッツ 天草降臨
- ネオジオ（エス・エヌ・ケイ）：1996年11月29日
- ネオジオCD（エス・エヌ・ケイ）：1996年12月27日
- セガサターン（エス・エヌ・ケイ）：1997年10月2日（拡張RAMカートリッジ同梱版あり）
- PlayStation『サムライスピリッツ天草降臨スペシャル』（エス・エヌ・ケイ）：1997年12月25日（ベスト版〈SNKプレイモア〉：2003年4月24日）
- セガサターン『サムライスピリッツ ベストコレクション』（セガサターン版『斬紅郎無双剣』とのカップリング）（エス・エヌ・ケイ）：1998年8月6日
- ゲームアーカイブス『サムライスピリッツ天草降臨スペシャル』（SNKプレイモア）：2007年6月28日

真説サムライスピリッツ 武士道烈伝
- ネオジオCD（エス・エヌ・ケイ）：1997年6月27日
- PlayStation（エス・エヌ・ケイ）：1997年6月27日（ベスト版：1998年7月23日）
- セガサターン（エス・エヌ・ケイ）：1997年6月27日

サムライスピリッツ剣客指南パック
- PlayStation（エス・エヌ・ケイ）：1998年3月26日
- ゲームアーカイブス（SNKプレイモア）2007年5月31日

サムライスピリッツ!
- ネオジオポケット（エス・エヌ・ケイ）：1998年12月25日（限定版あり）

サムライスピリッツ!2
- ネオジオポケットカラー（エス・エヌ・ケイ）：1999年6月10日（ベスト版：2000年7月20日）

剣客異聞録 甦りし蒼紅の刃 サムライスピリッツ新章
- PlayStation（エス・エヌ・ケイ）：1999年12月22日
- ゲームアーカイブス（SNKプレイモア）:2007年4月26日

サムライスピリッツ零
- ネオジオ（SNKプレイモア）：2003年12月11日
- PlayStation 2（SNKプレイモア）：2004年7月29日（ベスト版：2005年11月23日）

サムライスピリッツ零SPECIAL
- ネオジオ（SNKプレイモア）：2004年7月15日
- PlayStation 4、PlayStation Vita（SNK）:2017年9月14日

サムライスピリッツ 天下一剣客伝
- PlayStation 2（SNKプレイモア）：2006年1月26日（ベスト版：2007年1月25日）

サムライスピリッツ 六番勝負
- Wii（SNKプレイモア）：2008年7月24日
- PlayStation 2（SNKプレイモア）：2008年7月24日（ベスト版：2009年6月18日）

サムライスピリッツ閃
- Xbox 360（SNKプレイモア）：2009年12月10日

SAMURAI SPIRITS（2019）
- PlayStation 4（SNK）：2019年6月27日
- Xbox One（SNK）：2019年6月27日
- Google Stadia（SNK）：2019年11月19日
- Nintendo Switch（SNK）：2019年12月12日

## 主な用語
つばぜり合い
両者の武器攻撃がぶつかるなどの条件において発生することがある。この状態になった後、一定時間両者がボタンを連打し、勝った側が相手の武器を飛ばす。飛ばされた武器は地面に落ち、飛ばされた側は拾うことができるが拾う際に隙が生じる。また武器がない状態では使用できない必殺技もあり、武器を落とすことは戦略上損失と見られることが多い（逆に武器がなくなることで必殺技が強化されたり、武器なし状態でのみ使える必殺技を持つキャラクターもいる）。
怒りゲージ
相手の攻撃でダメージを受けるごとに蓄積され、MAXになるとキャラクターが怒って肌が赤くなり（『天下一剣客伝』では体全体が赤く明滅し）一定時間攻撃力がアップする。『天草降臨』やポリサムでは、一部の必殺技が強化される。キャラクターによってゲージの溜まりやすさと怒っている時間には差異がある。『真サムライスピリッツ』以後の作品では武器破壊技や武器飛ばし技もゲージMAX時に使用できる。『斬紅郎無双剣』と、『天下一剣客伝』の斬スピリッツでは自分からゲージを溜めることができ、また体力がある程度まで減ると常時MAXになる。
なお、『天下一剣客伝』では「スピリッツゲージ」という名称が使われており、剣スピリッツ（および魔スピリッツ）ではMAXになっても怒り状態にはならない（武器飛ばし技・武器破壊技は使用可能）。
黒子
試合中に審判員として登場する。一部作品ではCPU専用キャラクターやプレイヤーキャラクターとして登場することもある。花諷院和狆とはかつて共に戦った仲。RPG版ではセーブ係として各地に現れるが、これは全員兄弟であるとのこと。なお、RPG版では金を払って体力を回復させてくれる赤黒子も存在する。
後述する武器破壊技で破壊された武器を投げ込むが、これはこの黒子が修復しているとのこと。
飛脚
一部作品ではステージ後方から飛脚がアイテムを投げ込んでくることがある。アイテムには得点になるものや体力を回復するものなどがある。かつては天草四郎時貞に妹を人質に取られたため強制的にやらされていたが、柳生十兵衛に助けられてからは趣味でやっている。なお、『真サムライスピリッツ』では稀に飛脚の代わりに『餓狼伝説』シリーズのキャラクターであるキム・カッファンが登場することがある。
また、黒子や飛脚にも詳細なプロフィール（流派や嗜好など）が存在する。
武器破壊技
『真サムライスピリッツ』で登場した、他の格闘ゲームでの超必殺技に相当するもの。『天下一剣客伝』の真/魔スピリッツでも使用可能。怒りゲージがMAXになっている間に使用でき、ヒットすると相手の武器を破壊して一定時間素手状態を強制する（一定時間後に黒子が新しい武器を投入する）。相手にヒットしない限りは怒り状態が終了するまで何度でも出せ、ヒット時は怒り状態が終了する（『天下一剣客伝』の魔スピリッツではMAX1回につき1回のみ）。ただし、『真サムライスピリッツ』ではシャルロットのみガードされても怒り状態終了となってしまう。
なお、これとは別に、初代『サムライスピリッツ』でもお互いの武器同士が何度かかち合う（ガードではない）と武器が壊れる場合がある。キャラクター毎に設定されている武器耐久値がかち合うたびに減少していき、0になると武器が破壊される。武器が破壊されるとそのラウンド中は武器を使用できない。
武器飛ばし技
『斬紅郎無双剣』以降のゲージMAX技（『天下一剣客伝』の怒 / 真 / 魔スピリッツを除く）。ヒットさせれば相手が素手になるが、持っていた武器は破壊されず地面に残るだけになっていることを除けば武器破壊技と同様である。
コマンドは武器破壊技を含めて『斬紅郎無双剣』までは各キャラクター個別のものだが、『天草降臨』から共通のコマンドに変更されている。
秘奥義
『真サムライスピリッツ』では覇王丸、ナコルル、服部半蔵、ガルフォードのみに用意されていた隠し必殺技。ゲージなどの条件はなかったが、複雑なコマンドが用意されていた。なお、覇王丸の「天覇封神斬」のコマンドはアニメ『サムライスピリッツ 〜破天降魔の章〜』で公開されていた。
ポリサムでは2Dシリーズでの武器飛ばし技が置き換えられたもので、同様の条件で使える。
『剣客異聞録 蘇りし蒼紅の刃』では、体力ゲージが最後の段階（赤い1ブロックで、総体力の1/6以下）になると1回だけ使える技。
『天下一剣客伝』では真スピリッツと剣スピリッツで使用可能だが、双方で使用条件やコマンドが異なる。真スピリッツでは体力に関係なく1戦につき1回のみ使用可能で、コマンドも複雑なものとなっている。一方、剣スピリッツでは体力が一定レベル以下（残り体力が全て緑で表示されている状態）になると使用可能となり、使用した後もしばらくするとゲージが緑色に戻り再使用可能。このしきい値（秘奥義ゲージ）は後述するミキリスライドにより増やすことが可能。またコマンドは各キャラクター共通の簡素なものとなっている。
ぬいぐるみ
『真サムライスピリッツ』に存在した特殊動作。コマンドを入力するとそのキャラクターの2頭身のぬいぐるみに変化する。『天下一剣客伝』でも真スピリッツで使用可能。これは、当時発表された『真サムライスピリッツ』のプライズゲーム用商品とのタイアップのために導入されたものである。
修羅、羅刹（剣質選択）
『斬紅郎無双剣』で登場した、キャラクターのバリエーション。使用可能な技が修羅と羅刹で異なるケースがあり、作品とキャラクターによっては設定そのものが異なるケースもある。例えば、ナコルルでは修羅はそれまでの作品同様に鷹のママハハを連れているのに対して羅刹ではオオカミのシクルゥを連れている、ガルフォードでは犬のパピーがいるのは修羅のみ、など。
剣客、剣豪、剣聖（レベル選択）
『斬紅郎無双剣』で初登場。剣質のあとに選択する。剣客は5回まで操作しなくても自動的にガードをしてくれる初心者用で、『天草降臨』ではさらに連斬（後述）の入り込み以降の攻撃を自動で行ってくれる。剣豪は普通の状態。剣聖は常に怒りMAX状態であるが、ガードができない上級者用。『天草降臨』では怒りMAX状態ではなくなった。
不意打ち
『斬紅郎無双剣』から登場した、システムで用意された中段技。小ジャンプして攻撃するが、『天草降臨』以降は一部のキャラクターのものが飛ばずに攻撃するようになった。『天下一剣客伝』で廃止され、一部のキャラクターに特殊技として残された。
怒り爆発
怒りゲージと引き替えに一定時間攻撃力を大幅にアップさせる。爆発中は怒りゲージの所に爆発状態の残り時間を表示するタイマーが出現する。吹っ飛ばされていない限り、攻撃を喰らっている最中にも出せるので、相手の連続技から脱出することが可能。武器飛ばし技・一閃を使用したり制限時間を越えると怒りゲージが消滅する。『天草降臨』で初登場。
一閃
直線的に高速で突進し大ダメージを与える攻撃。使用条件は怒り爆発中だったりなど、作品によって様々。
なお、『ネオジオバトルコロシアム』での覇王丸と牙神幻十郎のアナザーダブルアサルトにもなっている。ただしいきなり突進はせず、その場での始動攻撃を決めることでさらに2人が同時に一閃を繰り出す。
連斬
一定の順序でボタンを入力することで発動する連続技。入り込み用のコマンドで出した技を当てた後、いくつかある内の1つのパターンを入力することになる。一番長いパターンでは怒りゲージがたまる効果もある。『天草降臨』で初登場した。『天下一剣客伝』では天スピリッツで使用可能。
ポリサムでは「S.C.S.」（Samurai Combination System）という名称になっている。なおPS2版『天下一剣客伝』の獣スピリッツにも同名のシステム（ただし正式名称はSamurai Combination Slash）が搭載されているが、こちらはいわゆるチェーンコンボである。
武器捨て挑発
自分から武器を手放し素手状態になる、『サムライスピリッツ』シリーズ独特の挑発。キャラクターによっては素手の方が必殺技が強力になることもあるため、戦略の一つとして使われることもある。また、『天草降臨』では「断末奥義」を出すための条件の1つでもある。『天下一剣客伝』では通常の挑発と同時に用意されている。
自決
『天草降臨』で初登場。自らの命を絶つ（キャラクターによっては逃げる）ことでそのラウンドは相手の勝利となる代わりに、次のラウンドでは最初から怒りMAX状態になっている。『零SPECIAL』では怒りMAX状態にならず、ただ相手の勝利数が増えるだけである。
断末奥義
『天草降臨』で登場。決着が着いたラウンドで圧勝など特定の条件下で勝利した場合、画面に表示されたコマンドを入力すると相手にさらなる攻撃を加えバラバラにしたりする。これを行うと勝利画面に「快勝」とボイス付きで表示され、キャラクターの勝利メッセージが変化する。
無の境地
『零』で登場したシステムで、怒りゲージと引き替えに一定時間相手の動作スピードを落とす。効果時間中は自分の行動スピードは変わらないため、相手の攻撃を防御したり反撃したりすることが容易になる。使用可能な条件が「落とすと負けになるラウンドであり、体力が一定レベル以下（特殊操作「瞑想」でそのしきい値（無ゲージ）を増やすことができる。また、『天下一剣客伝』では青く視認できる）であり、怒りゲージが残っていること」と非常に厳しいが、相手の全ての行動が遅くなるため強力な連続技を決めることができる。
剣気
『零』で登場したシステムで、攻撃力がこのゲージの量に比例するというもの。攻撃をすると剣気ゲージが技ごとに決められた量だけ減少し、攻撃しないでいると回復する。これにより、攻撃を出し続けていると攻撃力が低下し、連続技ダメージにはコンボ補正に似た効果が出る。
絶命奥義
『零SPEICAL』にのみ登場。相手が無の境地を使える条件で怒り爆発を発動させると使用できる。一閃のような突進を行い、これがヒットすれば相手を殺害する演出に移行して勝利となる。相手が無の境地発動中でも遅くならないという特徴がある。
スピリッツ
『天下一剣客伝』での操作のバリエーション。それまでの2D作品のそれぞれに対応する怒・真・斬・天・零と、本作オリジナルの剣が基本で、この他にアーケード版では最終ボスが使用した「魔」、PS2版では動物キャラクター用の「獣」と、自分で特殊動作やゲージMAX技などを選択できる「祭」がある（3つともPS2版では隠し要素となっている）。
「怒」ではMAX時に使える技がないが、攻撃力の上昇率が高いほか、動作は非常に重いが威力も大きい「超斬り」が常時使える。「真」はゲージMAX後一定時間内は武器破壊技が使用可能、「斬」、「天」、「零」、「獣」ではMAX後一定時間内、「剣」ではMAX後1回武器飛ばし技が使える。「魔」ではMAX後1回武器破壊技が使用可能。
デフォルトの6つの内、「剣」以外の特殊動作は元作品に準じる。また、「獣」のみガードができないという特徴がある。
祭スピリッツで選択できるものには連続ミキリ、開幕行動、サムライドライブ（いわゆるスーパーキャンセル）といった専用のものもある。
ミキリスライド
『天下一剣客伝』の剣スピリッツにおける回避動作。これで出ている残像に相手の攻撃がヒットした場合、秘奥義の使用可能条件である秘奥義ゲージ（体力残量のしきい値）が増える。

## 登場キャラクター
SAMURAI SPIRITS
- 覇王丸：臼井雅基 / 中村大樹（『侍魂』〜『新章』、『2019』） / 古賀寛之（『剣客伝』）
- ナコルル：生駒治美 / 高橋美佳子（『剣客伝』） / 中原麻衣（『2019』）
- 橘右京：や乃えいじ / 石井一貴（『剣客伝』） / 櫻井慎二朗（『2019』）
- シャルロット：生駒治美 / 新堂真弓（『剣客伝』） / 土師亜文（『2019』）
- 服部半蔵：臼井雅基 / 新居利光（『真』〜『零SPECIAL』） / 古賀寛之（『剣客伝』） / 西前忠久（『2019』）
- ガルフォード：Kay稲毛 / 小市慢太郎（『天草降臨』〜『零SPECIAL』） / 間島淳司（『剣客伝』） / 駒田航（『2019』）
- 王虎：坂井貴行 / 西村寿一（『真』） / 中まさる（『武士道烈伝』） / 岡崎雅紘（『剣客伝』） / 堂坂晃三（『2019』）
- 千両狂死郎：稲毛一弘 / 前塚あつし（『真』〜『零SPECIAL』、『閃』、『2019』） / 増岡太郎（『剣客伝』）
- 柳生十兵衛：坂井貴行 / 小林清志（『真』〜『零SPECIAL』） / 大川透（『剣客伝』） / 中博史（『2019』）
- 不知火幻庵：や乃えいじ / 岡崎雅紘（『剣客伝』）
- タムタム： Kay稲毛 / 西村寿一（『天草降臨』〜『零SPECIAL』） / 石井一貴（『剣客伝』） / 森田了介（『2019』）
- アースクェイク：臼井雅基 / 菅原正志（『武士道列伝』） / 佐藤巧（『剣客伝』） / 利根健太朗（『2019』）
- 天草四郎時貞：や乃えいじ / 真殿光昭（『武士道烈伝』） / 大原崇（『零SPECIAL』） / 間島淳司（『剣客伝』）/ 白川周作（『2019』）

真SAMURAI SPIRITS 覇王丸地獄変（以降は新キャラクターのみを記述）
- 牙神幻十郎：コング桑田 / 大川透（『剣客伝』）
- チャムチャム：千葉麗子 / 大沢つむぎ（『剣客伝』）/ 谷口夢奈（『2019』）
- 花諷院和狆：モンスター前塚 / 矢薙直樹（『剣客伝』）
- ナインハルト・ズィーガー：コング桑田 / 石井康嗣（『武士道烈伝』） / 古賀寛之（『剣客伝』）
- 黒子：臼井雅基（初代、『斬紅郎無双剣』） / や乃えいじ（『真』・判定時） / 西村寿一（『真』・戦闘時） / 南かおり（『侍魂』） / 佐藤巧（『剣客伝』） / 中博史（『2019』）
- 羅将神ミヅキ：生駒治美 / 松本梨香（『武士道烈伝』） / 伊藤静（『零SPECIAL』） / 大沢つむぎ（『剣客伝』）

サムライスピリッツ 斬紅郎無双剣
- 緋雨閑丸：金田美穂 / 高城元気（『剣客伝』） / 小市眞琴（『2019』）
- リムルル：桜井智 / 松本恵（『天草降臨』、『武士道烈伝』） / 神谷けいこ（『侍魂』〜） / 生天目仁美（『零』〜） / 釘宮理恵（『剣客伝』） / 大野柚布子（『2019』）
- 花諷院骸羅（金雄載）：水津光司 / 渡辺健（『天草降臨』〜） / 佐藤巧（『剣客伝』）
- 首斬り破沙羅：野中政宏 / 高城元気（『剣客伝』） / 村井雄治（『2019』）
- 壬無月斬紅郎：有田洋之 / 伊藤えん魔（『天草降臨』） / 中多和宏（『零SPECIAL』） / 大塚明夫（『剣客伝』）

サムライスピリッツ 天草降臨
- 風間火月：山西惇 / 岡崎雅紘（『剣客伝』）/ 政木まさき（『2019』）
- 風間蒼月：及川直紀 / 間島淳司（『剣客伝』）/ 長谷川芳明（『2019』）

SAMURAI SPIRITS 〜侍魂〜
- 色 / 半陰となりし色：南かおり（『侍魂』、『斬魔伝』） / 森永千才（『2019』）
- 柳生磐馬 / カラクリ磐馬：渡辺健
- 巌陀羅：真砂勝美（『斬魔伝』）
- 木偶：中村大樹、南かおり
- 壊帝ユガ：中村大樹、南かおり / 中谷さとみ（『斬魔伝』）

SAMURAI SPIRITS 2 〜アスラ斬魔伝〜
- アスラ / 反面のアスラ：一条和矢
- 八角泰山：山内圭哉
- 炎邪（炎邪火月）：山西惇 / 大畑伸太郎（『零』〜）
- 水邪（水邪蒼月）：及川直紀 / 野瀬育二（『零』〜）

剣客異聞録 甦りし蒼紅の刃 サムライスピリッツ新章
- 九葵蒼志狼 / 九皇蒼志狼：及川直紀
- 九鬼刀馬：酒井哲也
- 花房迅衛門：花田光
- 服部半蔵：小西克幸 ※他シリーズの服部半蔵とは別人
- 榊銃士浪：安井邦彦
- 沙耶：氷上恭子
- 吉野凛花：浅田葉子
- 七坐灰人：西村朋紘
- 十六薙夜血：野田晋市
- 乱鳳：葛西美香
- 眠兎：葛西美香
- 陀流磨：野田晋市
- つむじ風の臥龍：伊藤えん魔
- 命：かかずゆみ
- 朧：上田敏也
- 大熊猫：及川直紀
- 無限示：伊藤えん魔
- ゴロツキ：水津浩志
- 朧衆：西川葉月
- 伊賀忍軍：岩本義幸
- お侍：浅川博貴
- 幽堕：一条和矢

サムライスピリッツ零 / サムライスピリッツ零SPECIAL
- 徳川慶寅：結城比呂 / 矢薙直樹（『剣客伝』） / 古川慎（『2019』）
- 真鏡名ミナ：雪野五月 / 大沢つむぎ（『剣客伝』） / 石川由依（『2019』）
  - チャンプル：生天目仁美 / 釘宮理恵（『剣客伝』）
- レラ：氷上恭子 / 高橋美佳子（『剣客伝』）
- 劉雲飛：滝知史 / 大川透（『剣客伝』）
- 羅刹丸：最上嗣生 / 福井信介（『剣客伝』）
- 妖怪腐れ外道：四宮豪 / 増岡太郎（『剣客伝』）
- 萬三九六：志村知幸 / 福井信介（『剣客伝』）
- 黒河内夢路：斎賀みつき
- 兇國日輪守我旺 / 魔界を統べし我旺：内海賢二 / 大塚明夫（『剣客伝』）

サムライスピリッツ 天下一剣客伝
- アンドリュー：石井一貴
- いろは：新堂真弓 / ミルノ純（『2019』）
- 機巧おちゃ麻呂：新堂真弓
- 祭囃子双六：増岡太郎

サムライスピリッツ閃
- 猛千代
- 鈴姫：荒木香恵
- キリアン
- クロード：脇田竜蔵
- アンジェリカ：松川奈央
- ガロス
- ブラック・ホーク
- キム・ヘリョン
- ヴァルター
- 菅又刃兵衛
- J.：高橋祐斗
- ドラコ
- ゴルバ：若本規夫

SAMURAI SPIRITS（2019）
- ダーリィ・ダガー：小林ゆう
- 呉瑞香：劉セイラ
- 鞍馬夜叉丸：天﨑滉平
- 静御前：上田純子

## 派生作品

### ナコルル 〜あのひとからのおくりもの〜
2001年に発表されたナコルルがヒロインのアドベンチャーゲーム。制作会社は『サムライスピリッツ』シリーズの「SNK」ではなく、「インターレッツ」の「ナコルル制作委員会」である。「サムライスピリッツ」でナコルルを作った企画（セイウチ）など、SNKのスタッフが参加している。Windows版とドリームキャスト（DC）版がある。
初代『サムライスピリッツ』から『真サムライスピリッツ』へと続く話で、戦いを終えてカムイコタンに帰ってきたナコルルたちの生活を、ナコルルの従者である主人公の「ミカト」の視点から描いている。ただし、サムライスピリッツのシリーズとは設定に矛盾があるため（ナコルルの祖父母の設定や、リムルルの血縁関係、本作で語られる結末部分）パラレルワールドに位置する。
紫ナコルルの設定を元にした「レラ」が初登場した作品。本作のオリジナルキャラクターの「マナリ」は『CAPCOM vs SNK 2』にもナコルルの試合前のデモなどで登場する。
- 声の出演
  - ナコルル / レラ：生駒治美
  - マナリ：川澄綾子
  - リムルル：神谷けいこ
  - ヤンタムゥ：子安武人
  - ナコルルの母 / ウババ：氷上恭子
  - ミババ：モンスター前塚（現：前塚あつし）お
  - ヒババ：や乃えいじ
  - ホクテ：蓮池拓也
  - オユダタ：重塚利弘
  - ミカト：矢野裕紀子
  - 羅将神ミヅキ：土屋実紀

### Days of Memories
携帯電話アプリゲームとして配信されている恋愛ゲーム『Days of Memories』シリーズの一部作品にて本作のキャラクターが登場する。特にシリーズ3作目となる『Days of Memories 〜大江戸恋愛絵巻〜』は、ほぼすべての登場人物が『サムライスピリッツ』のキャラクターで占められており、世界観もそれに合わせたものとなっている。なお、タイトルに「大江戸」とあるが舞台は大坂の江坂である。また、7作目『Days of Memories 〜僕と彼女と古都の恋〜』、8作目『Days of Memories 〜風舞う都でつかまえて!〜 』、9作目『Days of Memories 〜世界で一番熱い冬〜』にも本作のキャラクターが多数登場する。
これらの4作品は、後にニンテンドーDS用ソフト『Day of Memories』（『大江戸恋愛絵巻』を収録）、『Days of Memories 3』（『僕と彼女と古都の恋』から『世界で一番熱い冬』までの3作品を収録）に移植されている。

### メイドbyいろは
2007年よりi-mode用アプリゲームとして配信されている育成シミュレーションゲーム。『天下一剣客伝』から参戦した「いろは」を最高のメイドにすることを目的とする。

### 恋のいろは
2008年より携帯電話アプリゲームとして配信されているビジュアルノベルのシリーズ。ヒロインは「いろは」で、舞台は現代。サブタイトルは1作目が『〜さくら咲く春〜』、2作目が『〜ひまわり輝く夏〜』、3作目が『〜もみじ色づく秋〜』、4作目が『〜さざんか散る冬〜』。
タイトルロゴが『電子メイド手帖 恋のいろは』（発売中止作品）の「恋のいろは」の部分と共通している。

## 他メディア作品

### アニメ

#### SAMURAI SPIRITS 〜破天降魔の章〜
1994年9月18日にフジテレビ系で放送された単発のテレビアニメ作品。ゲームとは異なるオリジナルストーリーである。DVDと小説（著・岸間信明）が発売されている。覇王丸の声をSMAPの香取慎吾が当て、『真サムライスピリッツ』における覇王丸の隠し技である「天覇封神斬」のコマンドが番組中で公開された。覇王丸が天覇封神斬を出す瞬間に閃光がコマンド型に走るという演出であった。右京は本編中に登場せず、エンディングのスタッフロールのバックに彼の映像が流れるのみとなっている。
覇王丸が主人公。本作ではシャルロットがストーリーのヒロインを務めている。
本作では覇王丸とシャルロットは「前世で恋人同志」というゲーム版には無い設定がされている。また、天草四郎時貞はゲーム版とは別の武器を使用している。
- ストーリー
時は寛永15年、島原の乱。善神アニスレイザに選ばれた聖剣士たちは、天草四郎時貞と対峙していた。天草も聖剣士の1人だったが、仲間を裏切り暗黒神アンブロジァの封印を解いていた。アンブロジァの力を得た天草は聖剣士たちを亡き者とするが、アニスレイザによってその魂は100年後の未来へ転生される。
そして100年後、徳川吉宗の治世。天草は吉宗を屈服させ転生した聖剣士たちの行方を捜していた。一方転生した聖剣士の王虎、ナコルル、タムタム、ガルフォード、シャルロットの5人も最後の1人を探しに日本へ。その最後の1人である覇王丸は未覚醒で前世の記憶もなく、自慢の剣術で道場破りをして暮らしていた。しかし、ある日彼の暮らす村が謎の兵士たちによって襲われる。
- スタッフ
  - 企画：清水賢治（フジテレビ）、片岡義朗（NAS）
  - 監督：石踊宏
  - 脚本：岸間信明
  - キャラクターデザイン・総作画監督：岩倉和憲
  - 色彩設計：佐藤和子
  - 美術監督：西川淳一郎
  - 撮影監督：森下成一
  - 編集：岡安肇
  - 音響監督：三間雅文
  - 音楽：和田薫
  - プロデューサー：鈴木吉弘（フジテレビ）、山崎立士（NAS）、茂垣弘道（コメット）
  - 制作協力（アニメーション制作）：スタジオコメット
  - 制作：フジテレビ、NAS
- 主題歌
  - ED「"大好き"という嘘をついた」（作詞：橙育琉 作曲・編曲：岩崎文紀 歌：GWINKO）
  - イメージソング「BRAND-NEW SPIRITS」（作詞：原真弓 作曲：新世界楽曲雑技団 歌：千葉麗子）
- 声の出演
  - 覇王丸：香取慎吾
  - 天草四郎時貞：大輝ゆう
  - ナコルル：千葉麗子
  - シャルロット：玉川紗己子（現：玉川砂記子）
  - 王虎：玄田哲章
  - ガルフォード：高木渉
  - タムタム：子安武人
  - 服部半蔵：青野武
  - アースクェイク：笹岡繁蔵
  - 不知火幻庵：北村弘一
  - 千両狂死郎：三ツ矢雄二
  - 徳川吉宗：岸野一彦
  - 千代：寺瀬めぐみ（現：寺瀬今日子）
  - 吾郎の母：巴菁子
  - 子供A：柏倉つとむ（現：カシワクラツトム）
  - 子供B：丸尾知子（現：Chiko）
  - 子供C：松下美由紀
  - 吾郎：麻生智久
  - 従者：泉類亨（現：センルイトオル）
  - 子供： 瀧本富士子
  - 柳生十兵衛：地井武男（特別出演）

#### SAMURAI SPIRITS 2 〜アスラ斬魔伝〜
1999年にOVAとして発表された作品（全2巻）。「DVD」版と「VHS」版で発売された。声を当てている声優はゲーム版と同一である。当時、同人誌や雑誌のコラムなどでナコルルのファンであることを強烈にアピールしていた七瀬葵をキャラクターデザインに起用している。
本作ではナコルルが主人公。ナコルルとは別人格のキャラクターとして羅刹ナコルルも登場している。
ストーリーはゲーム版『アスラ斬魔伝』の前日譚となっている。
- スタッフ
  - 監督：佐々木和宏
  - キャラクターデザイン：七瀬葵
- 声の出演
  - ナコルル：生駒治美
  - 覇王丸：中村大樹
  - リムルル：神谷けいこ
  - 色：南かおり
  - ガルフォード：小市慢太郎
  - 牙神幻十郎：コング桑田
  - アスラ：一条和矢

#### ナコルル 〜あのひとからのおくりもの〜 郷里之畏友編
『ナコルル 〜あのひとからのおくりもの〜』のアニメ版。2002年にOVAとして発表。主人公はミカトからナコルルに変更されている。声優はアドベンチャーゲーム版とほぼ一緒であるが、レラの声優が生駒治美から氷上恭子に変更された。その影響から『サムライスピリッツ零』でも氷上がレラの声優を務めた。一応時代設定としては初代と『斬紅郎無双剣』の間となる。
前編・後編の2巻発売予定であったが、発売元のグルーヴコーポレーションが倒産した影響で続編の製作は中止になったらしく、ストーリーは中途半端に終わってしまっている。
- スタッフ
  - 原作：有限会社インターレッツ
  - 製作：成澤章
  - 企画：尾川匠
  - プロデューサー：野崎慎太郎
  - スーパーバイザー：Dr.POCHI
  - 監督：金澤勝眞
  - 脚本：たきもとまさし、松川しゅうさく
  - キャラクター原案：44
  - キャラクターデザイン：梅津泰臣
  - 作画監督、絵コンテ：宮澤努
  - 演出：草川啓造
  - 美術監督：池田繁美
  - 色彩設定：北沢希美子
  - 撮影監督：森口洋輔
  - 音響監督：本田保則
  - 音楽：山手安生
  - 制作：ARMS
  - 製作：グルーヴコーポレーション
- 主題歌
  - エンディングテーマ「巫女の伝承唄」（作詞：たきもとまさし 作曲、編曲：山手安生 歌：生駒治美）
  - 挿入歌「二番目の奇跡」（作詞：松川しゅうさく 作曲、編曲：山手安生 歌：川澄綾子）
- 声の出演
  - ナコルル：生駒治美
  - マナリ：川澄綾子
  - ヤンタムゥ：子安武人
  - リムルル：神谷けいこ
  - レラ、ナコルルの母：氷上恭子
  - ミババ：福島七菜子
  - ウババ：藤井あさこ
  - ヒババ：津野田なるみ
  - ミカト：松来未祐
  - ホクテ：森田チアキ
  - 長老：麻生智久
  - 子供A：桃森すもも
  - 子供C：小林恵美（現：亜城めぐ）
  - 村人：藤原泰浩

### 漫画
「サムライスピリッツ」（島本和彦）
講談社、デラックスボンボン連載
「サムライスピリッツ」（内藤泰弘）
徳間書店、ファミリーコンピュータMagazine連載
「魔界武芸帖 サムライスピリッツ」（原作・七月鏡一 / 漫画・三好雄己）
小学館、増刊少年サンデー連載
「サムライスピリッツ 島原天草邪神城攻略編」（石川賢）
講談社、覇王マガジン連載
「サムライスピリッツ カントリーロード雪伝」（島津わか乃）
芸文社、ネオジオフリーク連載
「剣客異聞録 甦りし蒼紅の刃〜サムライスピリッツ新章〜」（矢口岳）
講談社、月刊マガジンZ連載
「聖剣士伝説 サムライスピリッツ」（真行寺たつや）
メディアワークス、電撃少年掲載
「サムライスピリッツ 覇王丸地獄行」、「真サムライスピリッツ 覇王丸地獄変」（しろー大野）
メディアワークス刊
- これ以外にコミックゲーメストで車田正美、いのうえ空による漫画作品が連載予定であったが、企画変更の後に中止となった。

### 小説
サムライスピリッツ 破天降魔の章
前述のアニメ版の小説化作品。作者は岸間信明。1994年12月発売。ISBN 978-4-09-440391-6
サムライスピリッツ 斬紅郎無双剣
作者はいさき玲衣。1996年7月発売。ISBN 978-4-89366-543-0
サムライスピリッツ 天草降臨 夏の風花
作者は嬉野秋彦。1997年3月発売。ISBN 978-4-89366-675-8
真説サムライスピリッツ 武士道烈伝
作者はいさき玲衣。RPG版の小説化作品。「天草編」（1997年6月発売。ISBN 978-4-89366-715-1）と「ミヅキ編」（1997年7月発売。ISBN 978-4-89366-752-6）の2冊が発売された。
小説 サムライスピリッツ アスラ斬魔伝
作者は梅村崇。1999年10月発売。ISBN 978-4757500808

### パチスロ
サムライスピリッツS
メーシー販売から2001年発売。獲得枚数の異なる2種類のビッグボーナスを備えたツインビッグ仕様。
サムライスピリッツ外伝 チャムチャム
SNKプレイモアから2007年7月発売。
サムライスピリッツ鬼
SNKプレイモアから2011年10月発売。ART搭載機で、ループ率約99%のプレミアムART・「鬼羅刹」がポイント。
- 声の出演
  - 覇王丸：森川智之
  - ナコルル：中原麻衣
  - リムルル：加藤英美里
  - いろは：後藤沙緒里
  - 色：田中理恵
  - 天草四郎時貞：速水奨
  - 牙神幻十郎：乃村健次
  - 堕日堕：喜多村英梨

サムライスピリッツ〜剣豪八番勝負〜
SNKプレイモアから2014年4月発売。

### パチンコ
CRサムライスピリッツ
EXCITEから2014年9月発売。

### ソーシャルゲーム
サムライスピリッツ 絆
SNKプレイモアにより2011年11月17日にMobageにてサービスが提供された。プレイヤーは、剣豪大名として『サムライスピリッツ』に登場する剣客たちを集め育成し、剣客たちとともに各地で巻き起こる合戦に出陣したり、他プレイヤーの道場を破ったりして天下一の流派を目指す。
SNKドリームバトル
SNKプレイモアにより2012年3月27日にMobageにてサービスが提供された。『THE KING OF FIGHTERS』や『餓狼伝説』、『サムライスピリッツ』といったシリーズをはじめ、SNKの様々なゲームのキャラクターたちが一堂に会するソーシャルカードゲーム。
侍魂オンライン-朧月伝-
X.D.Globalより2019年8月8日リリース。SNKから許諾をとり開発された3DアクションMMORPG。
本作オリジナルキャラクター
- 橘秀一 - 福山潤
- 龍馬 - 松岡禎丞
- 羽生千代 - 早見沙織
- 槿 - 佐倉綾音

### オリジナル サウンドトラック
- サムライスピリッツ（1993年9月17日 ポニーキャニオン）
- サムライスピリッツ イメージアルバム（1994年2月18日）
- 真サムライスピリッツ 覇王丸地獄変 （1994年11月2日）
- 真サムライスピリッツ 覇王丸地獄変 ARRANGE SOUND TRAX（1994年12月16日）
- サムライスピリッツ 斬紅郎無双剣（1995年12月16日）
- サムライスピリッツ 斬紅郎無双剣 ARRANGE SOUND TRAX（1996年2月7日）
- サムライスピリッツ 天草降臨（1996年12月4日）
- サムライスピリッツ 天草降臨 ARRANGE SOUND TRAX（1996年12月16日）
- 侍魂〜サムライスピリッツ〜（1998年1月8日）
- 侍魂〜サムライスピリッツ〜 ARRANGE SOUND TRAX（1998年2月18日）
- SAMURAI SPIRITS2 アスラ斬魔伝（1998年10月7日）
- SAMURAI SPIRITS2 アスラ斬魔伝 ARRANGE SOUND TRAX（1998年10月21日）
- 剣客異聞録 甦りし蒼紅の刃 サムライスピリッツ 新章（1999年12月18日）
- 真説 サムライスピリッツ 武士道烈伝（1997年3月21日）
- 侍魂 THE BEST（1998年8月18日）
- 侍魂 Symphonic Sound Trax（1995年11月17日）
- SAMURAI REMIX V.A（1995年3月1日）
- 音盤 サムライスピリッツ 天下一剣客伝 零の巻（2006年8月9日 ハピネット）
- サムライスピリッツ 閃（2008年5月21日 SME）